# Nemesio Montiel
Nemesio Montiel (Laguna del Pájaro, estado Zulia, Venezuela; 25 de noviembre de 1943-Maracaibo; 26 de abril de 2021), también conocido por su nombre en idioma wayúu Nemesio Montiel Ja'yaliyuu, fue un docente, sociólogo, escritor, activista por los derechos indígenas, político y antropólogo venezolano de origen del pueblo wayúu.

## Biografía
Montiel nació en Laguna del Pájaro (Alitasía), estado Zulia, dentro del clan Ja'yaliyuu y descendiente del líder indígena Torito Fernández. Obtuvo el grado de Antropología Social y Aplicada e Indigenismo en la Universidad Central de Venezuela en 1972, presentando como trabajo de grado "La Guajira: Perspectivas Antropológicas, según un Guajiro", con la que obtuvo la calificación summa cum laude, convirtiéndose así en el primer antropólogo venezolano de origen indígena.

### Activismo
Montiel llegó a ser conocido por sus contribuciones y lucha por los derechos de los pueblos indígenas, desempeñándose como  Secretario General del Consejo Nacional de Comunidades Indígenas y representante del Comité de Defensa del Guajiro en 1969, Coordinador General de la Confederación de Indígenas de Venezuela, Caracas entre 1973 y 1975, así como guionista de varios espacios radiales y de televisión en los que se abordaba la situación del indígena en Venezuela y presidente del Observatorio Wayuu Colombo Venezolano.

### Docencia y cultura
Nemesio Montiel dedicó gran parte de su carrera profesional en el ámbito académico, dictando clases de pregrado y posgrado en LUZ y en la Universidad de Oriente, así como a coordinar las actividaded culturales de La Universidad del Zulia, de la cual fue su Director de Cultura entre 2001 y 2008 y asesor indígena del Vicerrectorado Académico de la misma entre 2008 y 2011.

### Carrera política
Montiel fue electo diputado al Congreso de la República de Venezuela por el estado Zulia entre los años 1989 y 1993, así como Secretario de Cultura del Estado Zulia entre los años 1990 y 1994, destacándose su gestión por la creación de la Escuela de Música Wayúu y que se decretara el wayuunaiki como segundo idioma oficial del estado.
Montiel falleció el 26 de abril de 2021, debido a complicaciones relacionadas con el COVID-19, en la ciudad de Maracaibo, Venezuela.

## Publicaciones

### Ensayos y trabajos académicos
- Nociones históricas de los guajiros. Escuela de Trabajo Social de La Universidad del Zulia, 1976.
- Recopilación de Documentos sobre Indigenismo en América. Facultad de Derecho de La Universidad del Zulia, 1976.
- La Guajira: historia, costumbres, tradiciones, ciencias y situación actual. Escuela de Trabajo Social de La Universidad del Zulia, 1976.
- Apuntes Históricos sobre Sinamaica [Suchukua Karrouya]. INCE, 1978.
- Los Guajiros: Rasgos Históricos y Resistencia Etnica. Ministerio de Información y Turismo de Venezuela, 1980.
- Testimonios sobre la Lucha y la Reafirmación Etnica. Vicerrectorado Administrativo de La Universidad del Zulia, 1988. ISBN 978-9802321308
- Movimiento Indígena en Venezuela. Secretaría de Cultura de la Gobernación del Estado Zulia, 1993. ISBN 980-295-063-7
- Los wayuu, resistencia étnica, derechos específicos e interculturalidad. Editorial Ediluz, 2005.
- Los A'laülaa y compadres wayúu. Editorial de La Universidad del Zulia, 2006.
- La nueva relación de los pueblos indígenas con el Estado venezolano. Universidad del Rosario, 2010.

### Novelas
- E'irrukuirra (Linajes). Editorial Ediluz, 2001.